# Raúl González Guzmán
Raúl Eduardo González Guzmán (ur. 28 czerwca 1985 w Valencii) – wenezuelski piłkarz występujący na pozycji obrońcy w cypryjskim klubie AO Ajia Napa.

## Kariera
González jest wychowankiem Deportivo Petare. Grał jednak także w takich zespołach jak Aragua, Caracas FC, Portuguesa, Doxa Katokopia, Enosis Neon Paralimni, Apollon Limassol, Anagennisi Derinia oraz Carabobo. Ma za sobą jeden występ w reprezentacji Wenezueli. Jest młodszym bratem Héctora Gonzáleza. 9 sierpnia 2012 roku podpisał kontrakt z GKS-em Bełchatów.